# Sojus 33
Sojus 33 ist die Missionsbezeichnung für den am 10. April 1979 gestarteten Flug eines sowjetischen Sojus-Raumschiffs zur sowjetischen Raumstation Saljut 6. Es sollte der achte Besuch eines Sojus-Raumschiffs bei dieser Raumstation werden und war der 53. Flug im sowjetischen Sojusprogramm.

## Besatzung

### Hauptmannschaft
- Nikolai Nikolajewitsch Rukawischnikow (3. Raumflug), Kommandant
- Georgi Iwanow (1. Raumflug), Bordingenieur  ( Bulgarien)

Mit diesem Flug war Rukawischnikow nach Schatalow (1971), Jelissejew (1971), Klimuk (1978) und Bykowski (1978) der fünfte Kosmonaut, der es auf drei Raumflüge brachte. Dies war der erste Raumflug, bei dem ein Energija-Ingenieur das Kommando über ein Sojus-Raumschiff erhielt.

### Ersatzmannschaft
- Juri Wiktorowitsch Romanenko, Kommandant
- Alexandar Panaiotow Alexandrow, Bordingenieur  ( Bulgarien)

## Missionsüberblick
Der vierte Besuch einer Interkosmos-Besatzung auf Saljut 6 mit einem bulgarischen Kosmonauten sollte die einzige Besuchsexpedition zur dritten Stammbesatzung (Saljut 6 EO-3) der Saljut 6 mit dem üblichen Programm darstellen und gleichzeitig das Raumschiff Sojus 32, dessen Lebensdauer nach 90 Tagen abgelaufen war, ersetzen.
Bei der Annäherung wurde in 4 km Entfernung von der Station planmäßig die sechste und letzte 6 Sekunden lange Zündung des Haupttriebwerks von Sojus 33 eingeleitet. Der folgende Brennvorgang endete jedoch bereits nach drei Sekunden unplanmäßig. Die Kosmonauten in der Station beobachteten eine Flamme in Richtung des Reservetriebwerks. Außerdem meldete das Steuerungssystem der Kopplung Igla eine Störung. Daraufhin wurde der Flug abgebrochen.
Beim Bremsmanöver, das mit dem Reservesystem durchgeführt wurde, erfolgte nach den planmäßigen 188 Sekunden Brenndauer keine automatische Abschaltung. Erst 25 Sekunden später wurde durch Nikolai Rukawischnikow manuell das Triebwerk abgeschaltet. Im Ergebnis wurde eine rein ballistische Abstiegsbahn mit einer extrem hohen physischen Belastung der Kosmonauten von ungefähr 10 g (98 m/s²) erreicht. Da das Servicemodul nach dem Bremsmanöver abgetrennt wurde, war eine vollständige Aufklärung der Vorfälle nicht möglich.